# Franciszek I Gattilusio
Franciszek I Gattilusio (zm. 6 sierpnia 1384) – genueński władca Lesbos od 17 lipca 1355 do śmierci. 

## Życiorys
Pochodził z Genui, był on właścicielem dwóch galer, na których krążył po wodach Morza Egejskiego. W 1354 Jan V Paleolog porozumiał się z nim w celu obalenia Jana VI Kantakuzena. W zamian za to przyrzekł mu rękę swojej siostry Marii i jako wiano największą i najważniejszą wyspę jaka jeszcze pozostała Bizancjum - Lesbos (1355). W sierpniu 1366 brał udział w wyprawie Amadeusza VI Sabaudzkiego przeciwko Turkom. W 1367 był członkiem delegacji cesarza Jana V Paleologa na dwór papieża Urbana V w sprawie unii kościelnej. Przyjaźnił się z Demetriuszem Kydonesem. 6 sierpnia 1384 trzęsienie ziemi nawiedziło Lesbos. Wśród jego ofiar byli Franciszek I i jego dwóch najstarszych synów: Andronik i Dominik. Jego synem i następcą był Franciszek II Gattilusio. Inny syn Franciszka I, Niccolò Gattilusio, był pierwszym władcą miasta Enos (dzisiejszy Enez w Tracji w Turcji) (1376-1409).  